# Empoasca abrupta
Empoasca abrupta är en insektsart som beskrevs av Delong 1931. Empoasca abrupta ingår i släktet Empoasca och familjen dvärgstritar. Inga underarter finns listade i Catalogue of Life.